# Without Evidence
Without Evidence är en thriller från 1995, co-skriven av Gill Dennis och Phil Stanford. Filmen är regisserad av Gill Dennis.

## Rollista
- Scott Plank – Kevin Francke
- Anna Gunn – Liz Godlove
- Andrew Prine – John Nelson
- Angelina Jolie – Jodie Swearingen
- Paul Perri – Sgt. Unsoeld